# Жуков-Карчевский, Марек
Марек Жуков-Карчевский (пол. Marek Żukow-Karczewski; 6 мая 1961) — польский историк, публицист и журналист.
Член Польского экологического клуба. Начиная с 1991 года, член Ассоциации польских журналистов   и Международной федерации журналистов.

## Биография
Происходит из польско-российской дворянской семьи Жуковых и Карчевских.
Изучал историю в Ягеллонском университете. В 1981 году организовал совместно Гражданский комитет для сохранения Кракова, который был занят восстановлением памятников в городе и особенно исторических памятников на Раковицком кладбище. 

### Публикации
Является автором около 500 работ. Тематика:  история Польши, Кракова и древней архитектуры, экология.
Также сотрудничал с телевидением и радио в Кракове.
- Sprawa raperswilska, 1987
- Stanisław August w Petersburgu, 1987
- Pojedynki w dawnej Polsce, 1987
- Klejnoty i insygnia koronacyjne w dawnej Polsce. Prawdy i legendy, 1987
- Wielkie pogrzeby w dawnej Polsce, 1988
- Syberyjskie losy Piotra Wysockiego, 1988
- Polonia zagraniczna w czasach II Rzeczypospolitej, 1989
- Największe powodzie minionego wieku w Polsce i na świecie, 2012
- W poszukiwaniu ciepła. Dawne sposoby i systemy ogrzewania pomieszczeń, 2012
- Gra w kości - pierwsze spotkania z człowiekiem kopalnym, 2013
- Eksperymenty i doświadczenia medyczne na zwierzętach, 2013
- Łuk - oręż bogów i ludzi, 2014